# Preaek Tonloab
Preaek Tonloab es una comuna (khum) del distrito de Leuk Daek, en la provincia de Kandal, Camboya. En marzo de 2008 tenía una población estimada de 13 431 habitantes.
Se encuentra ubicada al sur del país, en la llanura central camboyana, a escasa distancia del río Mekong, de Nom Pen —la capital del país— y de la frontera con Vietnam.